# Kerron Clement
Kerron Stephon Clement (Puerto España, Trinidad y Tobago, 31 de octubre de 1985) es un deportista estadounidense que compite en atletismo, especialista en las carreras de vallas, bicampeón olímpico y tres veces campeón mundial. Es abiertamente homosexual.

## Trayectoria
Participó en tres Juegos Olímpicos de Verano, entre los años 2008 y 2016, obteniendo en total tres medallas, dos en Pekín 2008, oro en 4 × 400 m y plata en 400 m vallas, y una de oro en Río de Janeiro 2016, en los 400 m vallas.
Ganó cuatro medallas en el Campeonato Mundial de Atletismo entre los años 2007 y 2017, y una medalla de bronce en los Juegos Panamericanos de 2015.
Obtuvo cinco victorias en la Liga de Diamante, dos en 2010, dos en 2016 y una en 2017. A nivel nacional, consiguió tres títulos en el Campeonato Estadounidense al aire libre (2005, 2006 y 2016), dos títulos en el Campeonato de la NCAA (2005 y 2006) y dos títulos en el Campeonato en Pista de la NCAA (2005).

## Palmarés internacional
| Juegos Olímpicos     | Juegos Olímpicos        | Juegos Olímpicos  | Juegos Olímpicos |
| Año                  | Lugar                   | Medalla           | Prueba           |
| -------------------- | ----------------------- | ----------------- | ---------------- |
| 2008                 | Pekín (China)           | Medalla de oro    | 4 × 400 m        |
| 2008                 | Pekín (China)           | Medalla de plata  | 400 m            |
| 2016                 | Río de Janeiro (Brasil) | Medalla de oro    | 400 m vallas     |
| Campeonato Mundial   |                         |                   |                  |
| Año                  | Lugar                   | Medalla           | Prueba           |
| 2007                 | Osaka (Japón)           | Medalla de oro    | 4 × 400 m        |
| 2009                 | Berlín (Alemania)       | Medalla de oro    | 400 m vallas     |
| 2009                 | Berlín (Alemania)       | Medalla de oro    | 4 × 400 m        |
| 2017                 | Londres (Reino Unido)   | Medalla de bronce | 400 m vallas     |
| Juegos Panamericanos |                         |                   |                  |
| Año                  | Lugar                   | Medalla           | Prueba           |
| 2015                 | Toronto (Canadá)        | Medalla de bronce | 4 × 400 m        |